# Баусин, Лев Алексеевич
Лев Алексеевич Баусин (1928—1999) — советский разведчик, писатель, полковник госбезопасности. Резидент КГБ СССР в Южном Йемене (1968—1971).

## Биография
Родился в 1928 году в Москве в семье служащих.
В 1951 году окончил Московский институт стали и сплавов. С 1953 года, после окончания Высшей школы ГУСС при ЦК КПСС, принят криптографом на службу в систему Восьмого главного управления КГБ СССР. С 1956 года — на службе в ПГУ КГБ СССР.
С 1960 года после окончания Военно-дипломатической академии работал в резидентуре КГБ в Каире под дипломатическим прикрытием должности атташе Посольства СССР в Египте. 
С 1967 года — заместитель резидентуры КГБ в Багдаде. С 1968 года — резидент и руководитель резидентуры КГБ СССР в Адене. 
С 1976 по 1978 годы находился в командировке в Бейруте, осуществлял связь с Организацией освобождения Палестины. 
С 1978 года работал в Агентстве печати «Новости», член Союза журналистов СССР.
С  1989 года — на пенсии, жил в Москве.